# Severin Peter Bengtsson
Severin Peter Bengtsson, född 4 augusti 1854 i Stubbhult, Morups socken, död där 29 april 1937, var en halländsk gåramålare.
Severin Peter Bengtsson var son till bonden Bengt Svensson. Han var hela sitt liv bosatt i Morup och verksam som målare. Han målade främst möbler, men har även bland annat målat series pastorum i Morups kyrka. Redan som ung började han även ägna sig åt att måla tavlor. Efter första världskriget började han i större omfattning att ägna sig åt gåramålning. Han signerade vanligen sina tavlor S.P.B.